# Muzeum Więźniów Podziemia
Muzeum Więźniów Podziemia (hebr. מוזיאון אסירי המחתרות; ang. The Underground Prisoners Museum) – muzeum historyczne położone na Starym Mieście Akki, w Izraelu. Znajduje się na terenie cytadeli, która w okresie Brytyjskiego Mandatu Palestyny pełniła funkcję ciężkiego więzienia. Muzeum jest poświęcone więźniom żydowskiego ruchu oporu.

## Historia

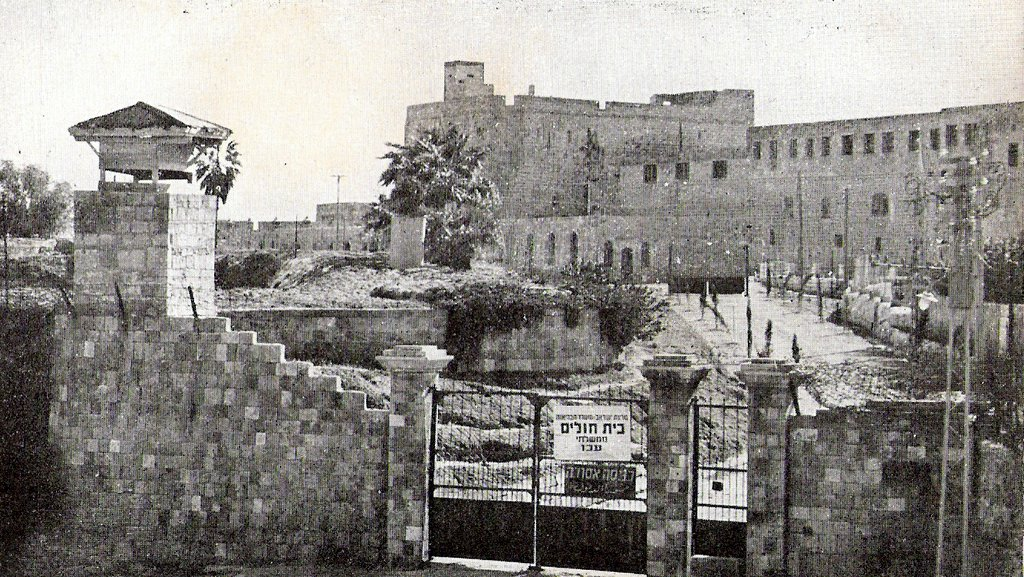
Widok byłego więzienia Akka w 1951 r.

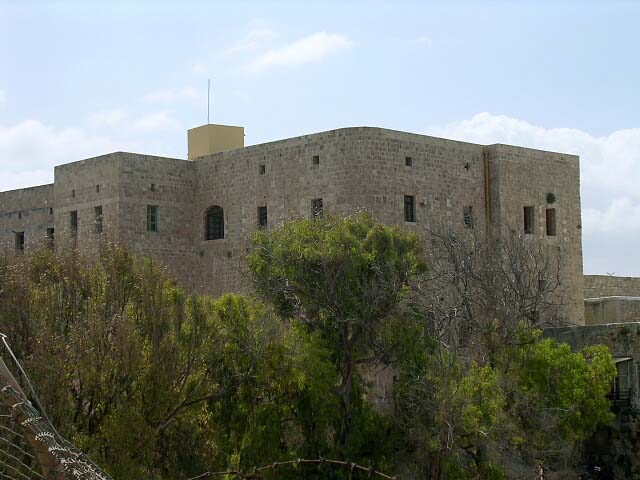
Więzienie Akka

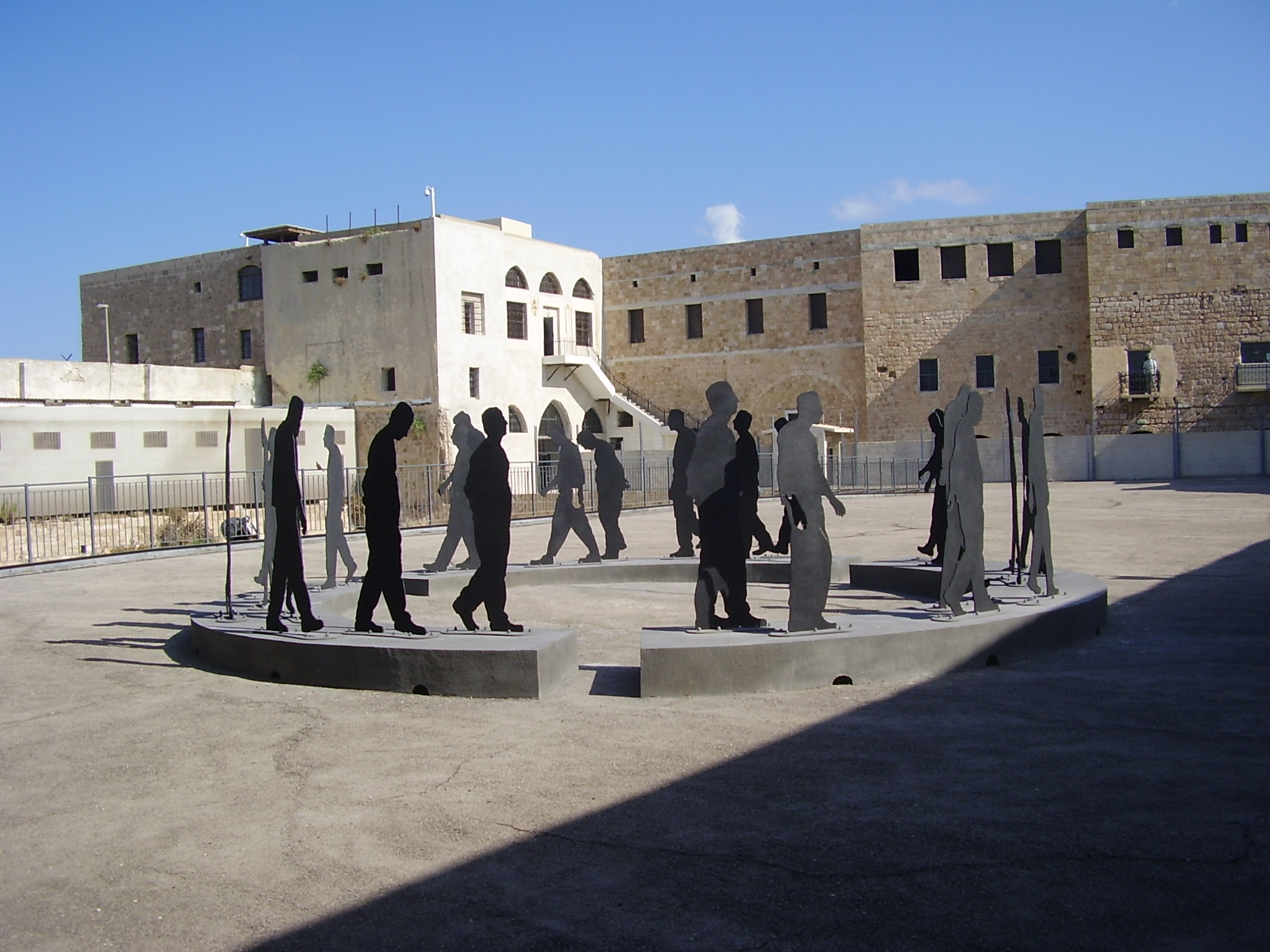
Spacerniak więzienia

Cytadela znajduje się w północnej części Starego Miasta Akki. Została ona wybudowana w latach 1775–1805 przez Jezzara Pasze, na fundamentach starszej twierdzy krzyżowców. Od strony północnej cytadela była włączona w linię murów obronnych z Wieża Finansów (arab. Burj el Hazana), z której rozciąga się rozległy widok na całe Stare Miasto i Zatokę Hajfy. Cytadela była potężnie ufortyfikowana, posiadała grube mury i fosy otaczające od wschodu i północy. Z tego powodu już władze osmańskie uznały, że jest to odpowiednie miejsce na kompleks więzienny. Pierwszym więźniem był osadzony w dniu 31 sierpnia 1868 roku Bahá'u'lláh, prorok i założyciel wiary Baha’i. Został on osadzony wraz z rodziną w siedmiu pokojach na najwyższym piętrze północnego skrzydła cytadeli. W listopadzie 1877 roku został on zwolniony i mógł zamieszkać w domu na przedmieściach Akki.
Po I wojnie światowej Akka wraz z Palestyną przeszła pod panowanie Brytyjczyków. W latach 20. XX wieku przebudowali oni cytadelę na zakład karny. Więzienie Akka (ang. Acre Prison) było najcięższym zakładem karnym Brytyjskiego Mandatu Palestyny, w którym wykonywano wyroki śmierci przez powieszenie. Trzymano tutaj wielu więźniów politycznych (głównie arabskich) i nielegalnych imigrantów (głównie Żydów). Wśród pierwszych żydowskich więźniów politycznych był Ze’ew Żabotyński, którego aresztowano za próbę stawiania zbrojnego oporu podczas arabskich zamieszek Nabi Musa w 1920 roku. Ogółem Brytyjczycy więzili w cytadeli w Akce ponad 100 członków podziemnych organizacji żydowskich Hagana, Irgun i Lechi. W 1938 roku wykonano wyroki śmierci na dwóch żydowskich więźniach (Szlomo Ben Josef i Mordechai Szwartz), a w 1947 roku skazano kolejnych siedmiu Żydów (Dow Gruner, Mordechaj Alkachi, Jehiel Dow Dresner, Eliezer Kaszani, Ja’akow Weiss, Awszalom Hawiw i Me’ir Nakar). W tym okresie skazano również ponad 100 Arabów za różne przestępstwa polityczne i kryminalne. 4 maja 1947 roku bojownicy Irgunu przeprowadzili spektakularny atak na cytadelę, podczas którego umożliwili ucieczkę z więzienia 255 z 623 osadzonych więźniów, w większości Arabów. Jednak prawdziwym celem akcji było odbicie z więzienia członków Irgunu. Uciekło wówczas 41 żydowskich więźniów (30 z Irgunu i 11 z Lehi). Podczas pościgu Brytyjczycy zabili 14 i złapali 8 więźniów. Po powstaniu w 1948 roku niepodległego państwa Izrael, w opuszczonej cytadeli urządzono szpital psychiatryczny. Wtedy powstała koncepcja utworzenia Muzeum Więźniów Podziemia. Przez 15. lat prowadzono badania oraz prace renowacyjne, odtwarzając wygląd więzienia z lat 20. XX wieku.

## Zbiory muzeum
Muzeum daje zwiedzającym unikalne doświadczenie poznania wydarzeń historycznych, które miały miejsce w więzieniu Akka. Poznając historię więzienia poznaje się dzieje żydowskiego ruchu oporu i warunki życia więźniów w tamtym okresie. Szczególnym miejscem jest dziewięć cel, w których przebywali skazani na śmierć. Zachowane jest także pomieszczenie z więzienną szubienicą. Specjalna makieta przedstawia wydarzenia ucieczki więźniów w 1947 roku.